# ウェスト、ブルース&レイング
ウェスト、ブルース&レイング（West, Bruce and Laing）は、1972年に結成されたロック・バンドである。アメリカのハード・ロック・バンドのマウンテンのメンバーだったレスリー・ウェストとコーキー・レイングが、1960年代にイングランドのクリームのメンバーだったジャック・ブルースと結成した。
ハード・ロックのスーパー・グループとして注目を集めたが、2作のスタジオ・アルバムを発表したあと活動を停止した。

## 略歴

### 結成までの経緯
ニューヨーク出身のレスリー・ウェスト（ギター、ヴォーカル）はロングアイランドで結成されたザ・ヴァグランツのメンバーとして活動していた1967年、ザ・ヴァグランツのシングルに曲を提供してプロデューサーを務めたフェリックス・パパラルディの関心を引いた。1969年、彼はクリームのプロデューサーとして高い評価を得たパパラルディのプロデュースでソロ・アルバム『マウンテン』を制作して、パパラルディがバッド・プラガー（Bud Prager）と設立したウィンドフォール・レコードから発表した。
彼とパパラルディ（ベース、ヴォーカル）は同年、『マウンテン』の制作に参加したN.D.スマート（ドラムス）、パパラルディの知人のスティーヴ・ナイト（キーボード）とマウンテンを結成した。彼等は7月にフィルモア・ウェストでライブ・デビューし、8月にはウッドストック・フェスティバルに出演した。その後、スマートに替えてエナジーのコーキー・レイング（ドラムス）を迎えて、1970年にウィンドフォール・レコードからデビュー・アルバム『勝利への登攀』を発表した。
マウンテンはアルバム3作を発表し、アメリカのハード・ロック・バンドの代表格の一つになった。しかし1972年1月、パパラルディが慢性の聴覚異常などの様々な健康障害を理由にツアーに参加しないことを宣言したので、彼等は解散した。ウェストとレイングは活動を継続する為に、ポール・ロジャース（元フリー）、ミック・ラルフス（元モット・ザ・フープル）らとジャム・セッションを行なった。その後、パパラルディを通じて既に面識があった元クリームのジャック・ブルースとバンドを組む案が生まれた。両名は1月26日、グレアム・ボンドらとイギリス・ツアーを行なっていたブルースとスタジオでジャム・セッションを行なった。こうしてウェスト、ブルース&レイング（以下、WBL）が誕生した。

### 活動
ブルースがWBLと同じ3人編成のクリームの元メンバーで、ウェストとレイングがクリームのプロデューサーだったパパラルディと活動していたことから、音楽業界ではWBLが『第二のクリーム』になることが期待された。ウェストとレイングのマネージャーはマウンテンのマネージャーでウィンドフォール・レコードの共同設立者だったバッド・プラガーで、ブルースのマネージャーはRSOレコードを所有するロバート・スティグウッドだった。プラガーはアトランティック・レコードとの交渉を進めていたスティグウッドに対抗して、コロムビア・レコードの社長でWBLの結成に並々ならぬ関心を抱いていたクライヴ・デイヴィスとの交渉を進めた。熾烈な競争の結果、プラガーはWBLとコロムビアとの交渉を契約金100万ドルでまとめ、WBLのレコードはウィンドフォールで制作されコロムビアによって配給されることになった。
彼等はデビュー・アルバムの制作に先立って同年3月中旬から4月末までアメリカ・ツアーを行なったが、メンバーは大量の薬物を持ち込み、移動やコンサートの合間には摂取に耽った。ツアーの後、アンディ・ジョンズをプロデューサーに迎えてロンドンのオリンピック・スタジオでデビュー・アルバム『ホワイ・ドンチャ』を制作した。そして11月の発表に合わせて、10月中旬から12月中旬までアメリカ、1973年3月下旬から4月下旬までヨーロッパをツアーした。同アルバムはBillboard 200で最高位26位を記録し、20週間に渡ってチャートに留まった。
セカンド・アルバムは前作同様にジョンズをプロデューサーに迎えてオリンピック・スタジオで制作されたが、薬物依存の影響もあってメンバーの人間関係は著しく悪化していった。ウェストとレイングは制作が終了する前に帰国してしまい、ブルースがジョンズと2人で1973年晩春にミキシングを終えた。完成したアルバム『ホワットエヴァー・ターンズ・ユー・オン』は同年6月に発表されたが、Billboard 200で最高位87位に終わった。
WBLは『ホワットエヴァー・ターンズ・ユー・オン』の発表をもって活動を停止した。ブルースは薬物依存症に陥って、1975年まで約2年間、活動がままならなかった。ウェストとレイングはアメリカでミッチ・ライダーとLeslie West and The Wild West Showを結成して、コンサート活動を開始した。8月にはウェストとパパラルディが新メンバー2人とマウンテンを再結成して日本公演を行なった。彼等は同年11月からアメリカ・ツアーを行なった後、レイングを迎えて新作アルバムを制作して1974年7月に発表した。同年、WBLの1972年4月のボストン公演の音源を収録したライヴ・アルバム『ライヴ・ン・キッキン』が発表されたが、彼等は公式の解散宣言を出すことも再び集まることもなかった。
2014年10月25日、ブルース病没。享年71歳。
2020年12月23日、ウェスト病没。享年75歳。

## メンバー
- レスリー・ウェスト　Leslie West – ギター、ヴォーカル
- ジャック・ブルース　Jack Bruce – ベース、ヴォーカル、キーボード、ハーモニカ
- コーキー・レイング　Corky Laing – ドラム、パーカッション

## ディスコグラフィ

### スタジオ・アルバム
- ホワイ・ドンチャ　Why Dontcha（1972年）
- ホワットエヴァー・ターンズ・ユー・オン　Whatever Turns You On（1973年）

### ライブ・アルバム
- ライヴ・ン・キッキン　Live 'n' Kickin'（1974年）